# Aphra Behn
Aphra Behn (andra stavningar inkluderar Eaffrey, Aphara och Affara), född Johnson 1640 i Canterbury eller i närbelägna Harbledown, Kent, död 16 april 1689 i London, var en engelsk författare, äventyrerska och spion. Hon anses ha varit den första professionella kvinnliga författaren i England.
Sammanlagt skrev Aphra Behn 17 pjäser, 14 romaner och ett oräkneligt antal verser och översättningar. Hennes mest kända bok är Oroonoko (1668).

## Biografi
Eaffrey Johnsons tidiga liv är höljt i dunkel. Enligt vissa källor föddes hon 1640 som dotter till en barberare i en familj som levde i de fattiga delarna av staden Canterbury.
1663–1664 besökte hon Surinam, som på den tiden var en engelsk koloni. Redan då ska hon ha verkat som spion. Efter att ha återvänt till England gifte hon sig med Mr. Behn, om vilken inget mer är känt än hans efternamn. Aphra Behn nämnde aldrig själv sin man i något av sina verk.
1666 sändes hon till Nederländerna, som England låg i krig med, som spion åt den engelska kungen. Hennes kodnamn var 1-6-0. Behn slog sig ner i Antwerpen och tog kontakt med William Scot, en republikan som kungen hoppades övertala att bli dubbelagent. Behn och Scot fick en nära kontakt. Aphra använde kodnamnen Astrea och Celedon om sig själv och Scot, med hänvisning till en av sina favoritböcker. Hon fick problem med ekonomin och hamnade 1668 i fängelse på grund av obetalda skulder. Hon satt fängslad i ungefär ett halvår. 
Hennes första pjäs sattes upp 1670, The Forc'd Marriage or the Jealous Bridegroom. A Tragicomedy. Den spelades i sex dagar. I flera av hennes pjäser spelade Nell Gwyn huvudrollen.

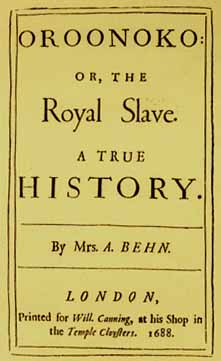
Försättsbladet till förstaupplagan av Oroonoko (1688).

Efter flera år då hon producerade upp till tre pjäser per år, skrev hon 1683 vad som numera anses Storbritanniens första brevroman. Det var Love-Letters Between a Nobleman and His Sister som publicerades 1684.
1688 publicerade Aphra Behn Oroonoko, or, the History of the Royal Slave. Boken handlar om en ung engelsk kvinna som möter en afrikansk prins och hans älskade Imoinda, som båda blivit tillfångatagna och är slavar i Surinam. Det var den första engelska boken som uttryckte sympati för slavarna. Numera läses boken som en roman, men författaren publicerade den som en dokumentär. 
Hon var inte den första kvinnliga författaren i England, men hon var den första kvinnan som såg sig själv som en professionell författare, "forced to write for Bread and not ashamed to owne it".
De sista åren beskrevs hennes lemmar som förvridna, även av henne själv, vilket kan tyda på rheumatism, men hon fortsatte, trots smärtan att skriva.
Den 16 april 1689 avled Aphra Behn. Vid sin död var hennes litterära berömmelse avsevärd, även om hon inte var populär hos den brittiske regenten, William. Hon begravdes sedermera i Westminster Abbey. Dödsorsaken är inte känd, men kan ha varit syfilis. På gravstenen står:
| ” | Here lies a Proof that Wit can never be Defence enough against Mortality | „ |

## Eftermäle
Under sin livstid blev Aphra Behn hårt ansatt av kritikerna. Kritiken dominerades av personangrepp och tonen var hård. Aphra Behn visste att ge svar på tal. En gång skrev hon: Pjäsens enda olycka var att den skrivits av en kvinna. Om en man hade framträtt som dess författare hade den kallats en i högsta grad beundransvärd pjäs om så författaren hade varit stadens tråkigaste, mest korkade, gemene pennfäktare.
Hennes böcker kritiserades för sitt sexuella innehåll, men även för att de var svaga och enbart intressanta för en liten krets människor, något som även kommit att omfatta flera kvinnors författarskap.
Strax efter hennes död, gavs en biografi ut med titeln Memoirs on the Life of Mrs Behn. By a Gentlewoman of her Acquaintance, troligen av Charles Gildon. Boken blandade delar av hennes verkliga liv med fiktiva element, däribland skildringar av henne som en äventyrare men även som en sexuell varelse. Det orsakade bland annat att hon fördömdes under restaurationstiden.
Senare har bland andra Virginia Woolf och Vita Sackville-West uttryckt stor beundran för Behn som författare. Woolf skrev bland annat: 
| ”                                     | All women together ought to let flowers fall upon the tomb of Aphra Behn, ...for it was she who earned them the right to speak their minds. | „ |
| – Virginia Woolf, Ett eget rum, 1928. | |   |

Den första fullängdsbiografin över Behn, The Incomparable Aphra, kom 1948, av George Woodcock. 1980 kom Reconstructing Aphra: A Social Biography of Aphra Behn, av Angeline Goreau. Janet Todd skrev en biografi 1996, The Secret Life of Aphra Behn. 
Aphra Behn har fått en krater på Venus uppkallad efter sig.

### Pjäser
- The Forc'd Marriage or the Jealous Bridegroom. A Tragicomedy (Duke's Company, 1670)
- The Amourous Prince (Dorset Garden Theater, 1671)
- Covent Garden Drollery (1672)[b]
- The Dutch Lover (Dorset Garden Theater, 1673, publicerad 1677)
- The Revenge: Or a Match in Newgate (1675)[b]
- The Woman Turned Bully (1675)[b]
- Abdelazer (1676, publicerad 1677)[c]
- The Town Fop (1676, publicerad 1677)
- The Rover (1677)
- The Debauchee (Dorset Garden, 1677)
- The Counterfeit Bridegroom (Dorset Garden, 1677)
- Sir Patient Fancy (1678)
- The Feigned Courtesans (Dorset Garden, 1679)
- The Young King (1677, publicerad 1683)
- The Second Part of The Rover (1681)
- The False Count (1681, publicerad 1682)
- Roundheads (1681, publicerad 1682)
- The City Heiress (1682)
- Like Father, Like Son (1682)[d]
- The Lover's Watch. The Lucky Chance (Drury Lane, 1686, publicerad 1687)
- The Emperor of the Moon (fars, 1687)
- The Widow Ranter (postum, 1689, epilog av John Dryden)
- The Younger Brother (postum, 1696)

### Böcker
- Love Letters Between a Nobleman and His Sister, del 1 (brevroman, 1683)
- Poems on Several Occasions (dikter, 1684)
- Miscellany (dikter, 1685)
- Love Letters Between a Nobleman and His Sister, del 2 (1685)
- The Amours of Philander and Silvia, del 3 (1687)
- Three Histories (1688)
  - The Fair Jilt (kortroman)
  - Agnes de Castro (kortroman)
  - Oroonoko, or, the History of the Royal Slave (kortroman)